# День «Звёздных войн»
День «Звёздных войн» (англ. Star Wars Day) — неофициальный праздник, отмечаемый поклонниками культовой фантастической саги Джорджа Лукаса «Звёздные войны».

## 4 мая
Основной датой Дня «Звёздных войн» (иначе — Дня Люка Скайуокера) считается 4 мая. Дата выбрана из-за часто звучащей в фильме и ставшей знаменитой цитаты May the Force be with you («Да пребудет с тобой Сила»), которую многие поклонники обыгрывают как May the fourth be with you (англ. fourth — четвёртый и May — май). Поклонники «Звёздных войн» оказались не единственными, кто использовал подобный каламбур. 4 мая 1979 года, когда Маргарет Тэтчер была избрана первой женщиной — премьер-министром Великобритании, её партия разместила объявление в лондонских вечерних новостях со словами May the Fourth Be with You, Maggie. Congratulations («Четвёртое мая да пребудет с тобой, Мэгги. Поздравляем.»)
В 2005 году в интервью телеканалу N24 Джорджа Лукаса попросили произнести знаменитую цитату. Слова Лукаса May the force be with you синхронный переводчик на немецкий язык перевёл как Am 4. Mai sind wir bei Ihnen («Мы будем с вами 4 мая»). Интервью было показано в эфире телеканала TV Total 18 мая 2005 года вместе с переведённой фразой.
День праздника отмечают не только поклонники. К примеру, в парках аттракционов устраиваются тематические «дни Звёздных войн», а компания Disney в честь 4 мая выпустила серию коллекционных плакатов. Официальный веб-сайт саги 4 мая 2011 года объявил о выходе Blu-ray-издания всех шести фильмов и дал старт импровизированному обратному отсчёту

## 5 и 6 мая

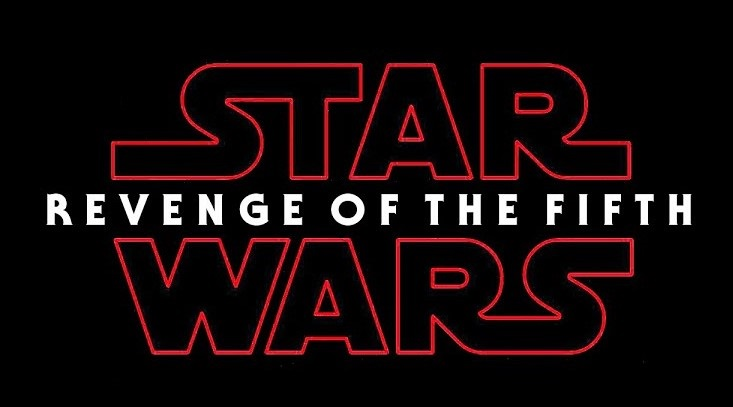
Альтернативное название Дня «Звездных войн»

День «Звёздных войн» стал настолько популярным, что следующий день, 5 мая, в шутку стали называть «Месть Пятого» (англ. Revenge of the Fifth) — в честь III эпизода саги, носящего название «Месть ситхов» (англ. Revenge of the Sith). Последнее слово из названия сходно с англ. fifth — «пятый», на чём и построен каламбур. В этот день фанаты саги переходят на тёмную сторону Силы и чествуют Владык ситхов и других анти-героев из вселенной «Звёздных войн». Также существует интерпретация, по которой День реванша празднуется 6 мая и называется «Днём реванша Шестого» (англ. Revenge of the Sixth), так как английское слово Sith похоже как на fifth («пятый»), так и на sixth («шестой»)..

## 25 мая
Городской совет Лос-Анджелеса в 2007 году объявил 25 мая «днём „Звёздных войн“» в честь годовщины выхода первого фильма, «Звёздные войны. Эпизод IV: Новая надежда», — 25 мая 1977 года. В тот же день и в честь того же события празднуется Geek Pride Day — день гик-культуры, который в США отмечается с 2008 года, но не ограничивается только вселенной «Звёздных войн», а включает также «Автостопом по галактике» Дугласа Адамса и «Плоский мир» Терри Пратчетта.